# Danielle Nicolet
Danielle Diggs, connue sous le nom de scène Danielle Nicolet, est une actrice américaine, née le 24 novembre 1973 à Ashtabula, dans l'Ohio, États-Unis.

## Filmographie

### Cinéma
- 1993 : Alarme fatale (Loaded Weapon 1) de Gene Quintano : Debbie Luger
- 1996 : The Prince de Pinchas Perry : une prostituée de grande classe
- 1996 : Where Truth Lies de William H. Molina : Lisa
- 1998 : La Dernière Preuve (Shadow of Doubt) de Randal Kleiser : Cheryl
- 1998 : Melting Pot (en) de Tom Musca : Deuandranice
- 1999 : Ghost Soldier de Ken Hanada
- 1999 : Dead Punkz de Herb Freed (en) : Freebe
- 2002 : A Light in the Forest de John Carl Buechler : Britta Rinegelt
- 2004 : Ta divna Splitska noc (en) (A Wonderful Night in Split) de Arsen A. Ostojic (en) : Jeanie
- 2006 : The Strange Case of Dr. Jekyll and Mr. Hyde de John Carl Buechler : Whitney Weddings
- 2011 : Red Faction: Origins de Michael Nankin (en) : Tess De La Vega
- 2016 : Agents presque secrets de Rawson Marshall Thurber : Maggie Johnson

### Télévision
- 1992 : La vie de famille (série) : Vonda Mahoney (3 épisodes)
- 1992 : La Famille Jackson (The Jacksons: An American Dream) (série) : Verla (2 épisodes)
- 1996 : La Falaise maudite (en) (Fall Into Darkness) de Mark Sobel (téléfilm) : Tracey
- 2002 : Stargate SG-1 (série) : Reese (saison 5, épisode 19)
- 2004 : Second Time Around (en) (série) : Paula (13 épisodes)
- 2004 : Angel (série) : Tamika (saison 5, épisode 9)
- 2006 : So NoTORIous (série) : Janey (épisode pilote)
- 2010 : Trois Bagues au doigt (Marry Me) (mini-série) : Candace (2 épisodes)
- 2012 : Warehouse 13 (série) : Deb Stanley (saison 4, épisode 7)
- 2013 : Elementary (série) : Jennifer Sayles (1 épisode)
- 2015 - 2023 : The Flash (série) : le procureur Cecile Horton (107 épisodes)
- 2017 : Supergirl (série) : Cecile Horton (saison 3 - épisode 8)

### Jeu vidéo
- 2010 : Tom Clancy's HAWX 2 : Sonnet (voix)
- 2011 : Saints Row: The Third : Shaundi (voix)
- 2013 : Grand Theft Auto V : la population locale (voix)